# Habrolepis neocaledonensis
Habrolepis neocaledonensis är en stekelart som beskrevs av Fabres 1974. Habrolepis neocaledonensis ingår i släktet Habrolepis och familjen sköldlussteklar.
Artens utbredningsområde är Nya Kaledonien. Inga underarter finns listade i Catalogue of Life.